# Flatpress
Flatpress je bezplatný open source CMS pro účely publikování informací na internetu. Je napsán v jazyce PHP a nepotřebuje k práci databázi MySQL, protože ukládá veškerý svůj obsah do textových souborů.
Flatpress je lokalizován do více jazyků včetně češtiny, podporuje fultextové vyhledávání v rámci webserveru. 
Flatpress je licencován pod GNU General Public License.

## Komunita uživatelů

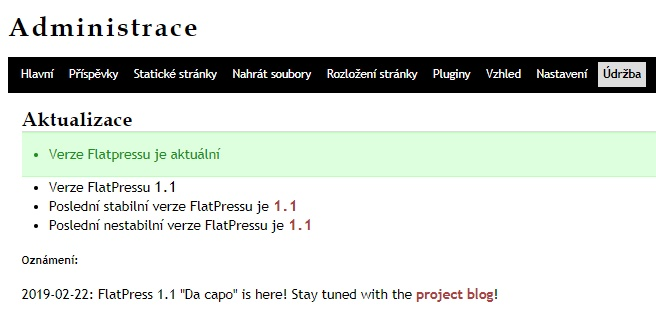
česká administrace flatpressu

Flatpress má rozsáhlou komunitu uživatelů a vývojářů, kteří poskytují aktivní podporu nováčkům. Přátelskou pomoc najdete na forum.flatpress.org. Zde také můžete představit vaše pluginy a témata, nebo prezentovat stránky, které jste vytvořili pomocí FlatPressu. Hodně užitečných informací o Flatpressu najdete na wiki.flatpress.org.

## Vlastnosti systému
- Jednoduchá instalace, stačí rozbalit soubor veliký cca 1MB[2]
- K instalaci není potřeba databáze SQL
- Jednoduchá administrace včetně manažera souborů
- Na výběr je několik jazyků včetně češtiny
- Příspěvky lze seskupovat do kategorií
- Návštěvníci mohou přidávat komentáře k článkům
- Formátování textu jednoduchými BBCode značkami
- Lze vytvářet fotogalerie - zobrazí náhledy obrázků z podadresáře
- Jednoduché zálohování! Stačí zkopírovat jeden adresář
- Jednoduchý systém pluginů
- Podpora Widgetů
- Úprava vzhledu výběrem šablony a stylu

## FlatPress 1.2 „Legato“
Verze 1.2 přináší podporu PHP 7.4 až PHP 8.0 a několik bezpečnostních záplat.

Přibyly nové jazykové balíčky (francouzština, japonština, portugalština, italština a španělština).

Je aktualizován modul BBCode (tag [video] podporuje YouTube, Vimeo a Facebook, přidán tag [mail]).
| Verze                    | Datum vydání | Podporováno |
| ------------------------ | ------------ | ----------- |
| 0.6 “060416”             | 2006-04-16   |             |
| 0.703 “Crescendo Final”  | 2007-06-27   |             |
| 0.8xx “Fortissimo”       | 2008-12-24   |             |
| 0.9xx “Arioso”           | 2009-10-10   |             |
| 0.10xxx “Sotto Voce”     | 2010-11-07   |             |
| FlatPress 1.0 “Solenne”  | 2012-01-11   |             |
| FlatPress 1.0.1          | 2013-11-21   |             |
| FlatPress 1.0.2          | 2013-12-11   |             |
| FlatPress 1.0.3          | 2015-06-12   |             |
| FlatPress 1.1 “Da capo”  | 2019-02-22   |             |
| FlatPress 1.2 “Legato”   | 2021-03-20   |             |
| FlatPress 1.3 “Andante”  | 2024-04-07   |             |
| FlatPress 1.4 “Notturno” | 2025-04-26   |             |